# Охрид (община)
Охрид (макед. Општина Охрид) — община в Северной Македонии. Расположена на юго-западе страны. Население составляет 55 749 человека (2002 год).
Административный центр — город Охрид.
Площадь территории общины 389,93 км².
Этническая структура населения в общине по переписи 2002 года:
- македонцы — 47 344 (84,9 %);
- албанцы — 2 962 (5,3 %);
- турки — 2 268 (4,1 %);
- сербы — 366 (0,7 %);
- остальные — 2 809 (5,0 %)